# 克伦斯基卢布
克伦斯基卢布（俄文: керенка）是1917年俄国二月革命后，克伦斯基临时政府发行的银行券。十月革命后苏俄政府继续发行使用直至1919年发行苏维埃纸币。 